# 조장 (일본사)
조장 혹은 쿠미가시라(くみがしら, 組頭, 与頭)의 의미는 크게 다음과 같다. 
1. 센고쿠 시대 · 에도 시대 무사의 구성 단위인 쿠미組의 장.
2. 에도 시대 지방 삼역地方三役의 하나.
3. 에도 시대 고닌구미(五人組)의 장.

## 마을의 조장
동일본과 서일본 사이엔 약간 차이가 있으나 보통 토야나 나누시庄屋・名主를 보좌하는 역할이다. 토시요리年寄라고도 쓴다. 마을의 대표자를 조장이라 부르는 경우도 있다.
홋카이도와 사할린 및 북방 영토의 조장에 해당되는 명칭으로 惣小使나 小使가 있고 에조(아이누)의 유력자가 마쓰마에번이나 하코다테 부교가 오무샤オムシャ로 임명하기도 했다. 막말에는 惣小使 대신 惣年寄로 小使 대신 年寄로 불렸다.

## 군사 조직의 조장
센고쿠, 에도 시대의 쿠미組는 가문마다 차이가 있었다. 쿠미는 무사의 편성단위로 원래 전투단위이지만 평소에도 신분에 따라 역할이 주어져 쿠미가 편성되어 있었다. 조장은 다이묘의 가신단조직 내에서 쿠미를 지휘하는 장이다.

### 에도 막부
- 오반 (에도 시대)
- 書院番
- 小性組番（与頭ともがしら）
- 新番
- 小十人組
- 徒組

## 같이 보기
- 村請制 : 地方三役
- 番方
- 番頭

## 참고 문헌
1. ↑  榎森進、「「[깨진 링크(과거 내용 찾기)]日露和親条約」調印後の幕府の北方地域政策について」『東北学院大学論集 歴史と文化 (52)』 2014年 52巻 p.17-37, NAID 40020051072